# 고햐쿠가와역
고햐쿠가와역(일본어: 五百川駅)은 일본 후쿠시마현 모토미야시에 있는 동일본 여객철도 도호쿠 본선의 역이다. 단선 승강장 2면 2선 구조의 지상역이다.

## 타는 곳
| 1 | ■ 도호쿠 본선 | (하행) | 후쿠시마 · 시로이시 · 센다이 방면   |
| 2 | ■ 도호쿠 본선 | (상행) | 고리야마 · 시라카와 · 구로이소 방면 |

## 역 주변
- 아사히 맥주 후쿠시마 공장
- 에이트타운 모토미야
- 국도 제4호선
- 도호쿠 자동차도 모토미야 나들목
- 고햐쿠 강

## 역사
- 1948년 12월 15일 : 개업.
- 1984년 12월 1일 : 무인화.
- 1987년 4월 1일 : 민영화에 의해, 동일본 여객철도로 이관.
- 2010년 3월 14일 : IC 카드 Suica 서비스 개시.

## 인접 정차역
| 도호쿠 본선          | 도호쿠 본선   | 도호쿠 본선            |
| -------------------- | ------------- | ---------------------- |
| 히와다 구로이소 방면 | ■ 도호쿠 본선 | 모토미야 후쿠시마 방면 |